# NGC 3092
NGC 3092 este o galaxie lenticulară situată în constelația Sextantul. A fost descoperită în 22 ianuarie 1865 de către Albert Marth. Se află la o distanță de 103,75 megaparseci de Pământ.